# Arno Hermann Müller
Arno Hermann Müller (* 25. August 1916 in Erfurt; † 11. April 2004 in Freiberg) war ein deutscher Paläontologe und Geologe.

## Leben

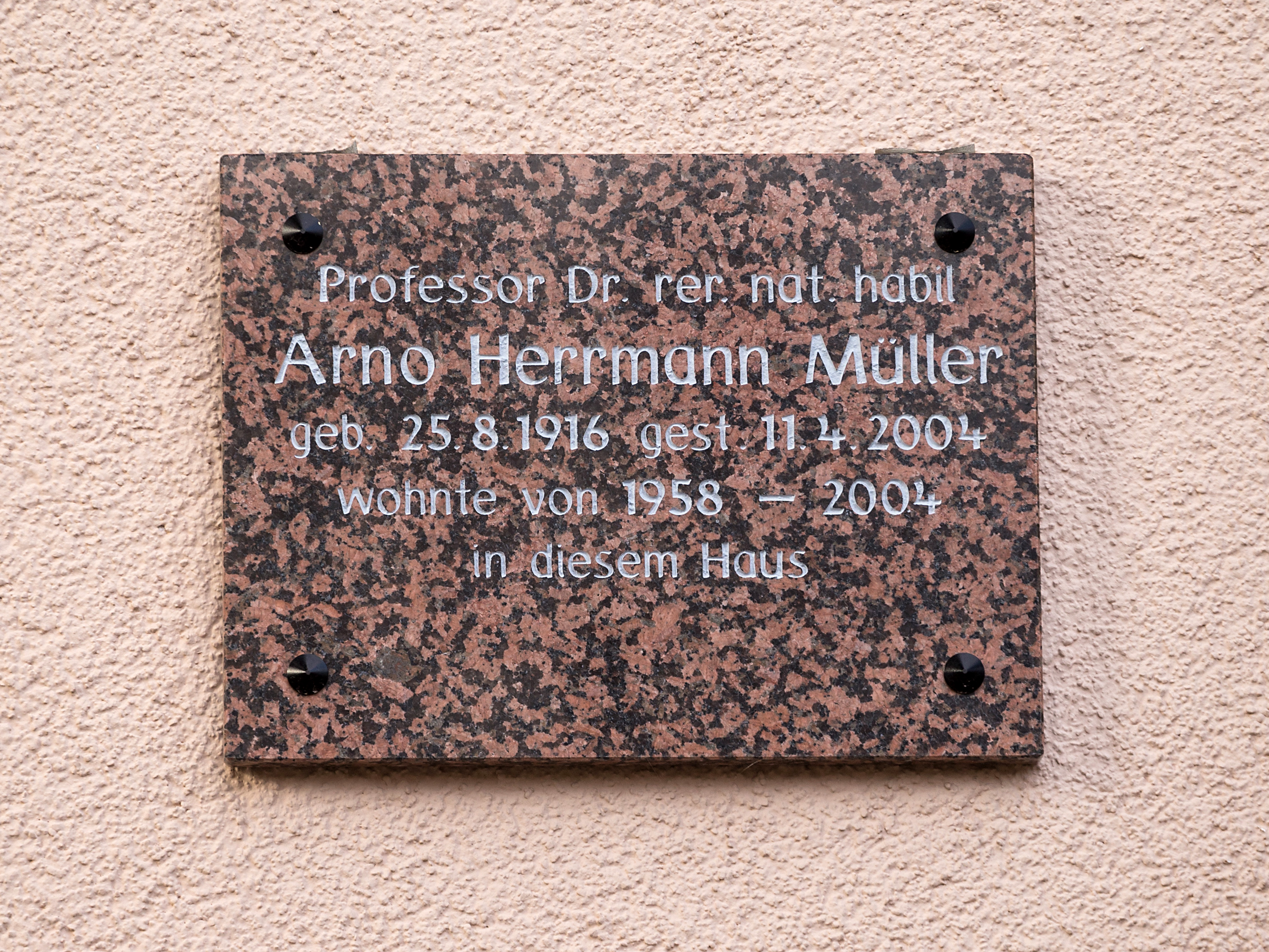
Gedenktafel an seinem Wohnhaus in Freiberg

Arno Hermann Müller, 1916 in Erfurt als Sohn eines Försters geboren, schloss ein Studium der Geologie nach kriegsbedingter Unterbrechung 1948 bei Hermann Schmidt an der Universität Göttingen mit einer Dissertation über „Stratonomische Untersuchungen im Oberen Muschelkalk des Thüringer Beckens“ ab. Nach seiner 1950 erfolgten Habilitation erhielt er 1951 eine Dozentur für Allgemeine Geologie, Angewandte Geologie und Paläontologie in Greifswald.
1952 folgte Arno Hermann Müller einem Ruf auf die Haeckel-Professur an der Universität Jena, an der er neben Paläontologie auch Allgemeine und Historische Geologie sowie Geophysik lehrte. Im Jahr 1957 übernahm er einen Lehrauftrag als Gastprofessor an der Bergakademie Freiberg, ehe ihm dort 1958 die Professur für Paläontologie übertragen wurde, die er bis zu seiner Emeritierung 1981 innehatte. Arno Hermann Müller verstarb am 11. April 2004 in seinem 88. Lebensjahr in Freiberg.
Müller wurde mit zahlreichen Ehrungen bedacht. So wurde er 1965 als Mitglied in die Deutsche Akademie der Naturforscher Leopoldina und 1967 in die Akademie der Wissenschaften der DDR aufgenommen, 1989 zum Ehrenmitglied der Paläontologischen Gesellschaft ernannt, 1992 mit dem Verdienstkreuz Erster Klasse des Verdienstordens der Bundesrepublik Deutschland ausgezeichnet und 2003 mit der Verleihung des Ehrensenatortitels der Bergakademie Freiberg gewürdigt.
Von Arno Hermann Müller stammen grundlegende Arbeiten zur Biostratinomie, beispielsweise zur Einbettungs- und Erhaltungsgeschichte von Fossilien, sowie zu Großabläufen der stammesgeschichtlichen Entwicklung.

## Schriften
- Die Ophiuroideenreste aus dem Mucronatensenon von Rügen. Akademie-Verlag, Berlin 1950
- Stratonomische Untersuchungen im oberen Muschelkalk des Thüringer Beckens. Akademie-Verlag, Berlin 1950
- Diagenetische Untersuchungen in der obersenonen Schreibkreide von Rügen. Akademie-Verlag, Berlin 1951
- Großabläufe der Stammesgeschichte : Erscheinungen und Probleme. Gustav Fischer Verlag, Jena 1961
- Über Conchorhynchen (Nautil.) aus dem Oberen Muschelkalk des germanischen Triasbeckens : [Nebst weiteren Beiträgen]. Akademie-Verlag, Berlin 1963
- Lehrbuch der Paläozoologie. 3 Bände. Gustav Fischer Verlag, Jena 1958–1994
- Fossilization (Taphonomy) in Curt Teichert, R. A. Robison Treatise on Invertebrate Paleontology, Part A, Geological Society of America/University of Kansas Press 1979